# Prix Raoul-Breton
Le prix Raoul-Breton est une récompense décernée chaque année depuis 1966, en référence à l'éditeur Raoul Breton, ayant pour but d'encourager le travail d'un auteur ou d'un compositeur de chanson. Ce prix est décerné par la SACEM.

## Palmarès
- 1966 : Jean-Jacques Debout[2]
- 1967 : Michel Aubert
- 1968 : Roger Dumas
- 1969 : Guy Bontempelli
- 1970 : Guy Bonnet
- 1971 : Serge Prisset
- 1972 : Paul Koulak
- 1973 : Maxime Le Forestier
- 1974 : Pierre Groscolas
- 1975 : Pascal Auriat
- 1977 : Bernard Sauvat
- 1978 : Michel Jonasz[3]
- 1979 : Daniel Balavoine
- 1980 : Gilbert Laffaille[4]
- 1981 : Francis Lalanne
- 1982 : Jacques Higelin
- 1983 : Renaud
- 1984 : Catherine Lara
- 1985 : Romain Didier
- 1986 : Marc Lavoine
- 1987 : Niagara
- 1988 : Karim Kacel
- 1989 : Florent Pagny
- 1990 : Patrick Bruel
- 1991 : Liane Foly
- 1992 : Amina
- 1993 : Nilda Fernández
- 1994 : MC Solaar
- 1995 : Mano Solo
- 1996 : Allain Leprest[5]
- 1997 : Enzo Enzo[6]
- 1998 : Thomas Fersen[7]
- 1999 : Zazie[8]
- 2000 : Paul Personne[9]
- 2001 : Matthieu Chedid[10]
- 2002 : Bénabar[11]
- 2003 : Carla Bruni[12]
- 2004 : Sanseverino[13]
- 2005 : Yves Jamait[14]
- 2006 : Raphael[15]
- 2007 : Abd al Malik[16]
- 2008 : Thomas Dutronc[17]
- 2009 : Flow[18]
- 2010 :
- 2011 : Pierre Lapointe
- 2012 : Thibault Defever de Presque oui[19]
- 2013 :
- 2014 : Babx
- 2015 : Nach[20]
- 2016 : Bertrand Belin[21]
- 2017 : Cyril Mokaiesh[22]